# Rodney Parade
Rodney Parade è un impianto sportivo multifunzione britannico che si trova nella città gallese di Newport.
Lo stadio ospita le partite casalinghe della squadra di rugby dei Newport Gwent Dragons, militanti in Celtic League e quelle dei Newport RFC, che partecipano alla Welsh Premier Division. Lo stadio ospita anche due squadre locali di Cricket ed è anche la sede della squadra di football della Newport County. È inoltre la seconda più antica sede sportiva della Football League, dopo il Deepdale di Preston.